# اولشنیتسه (ناحیه سمیلی)

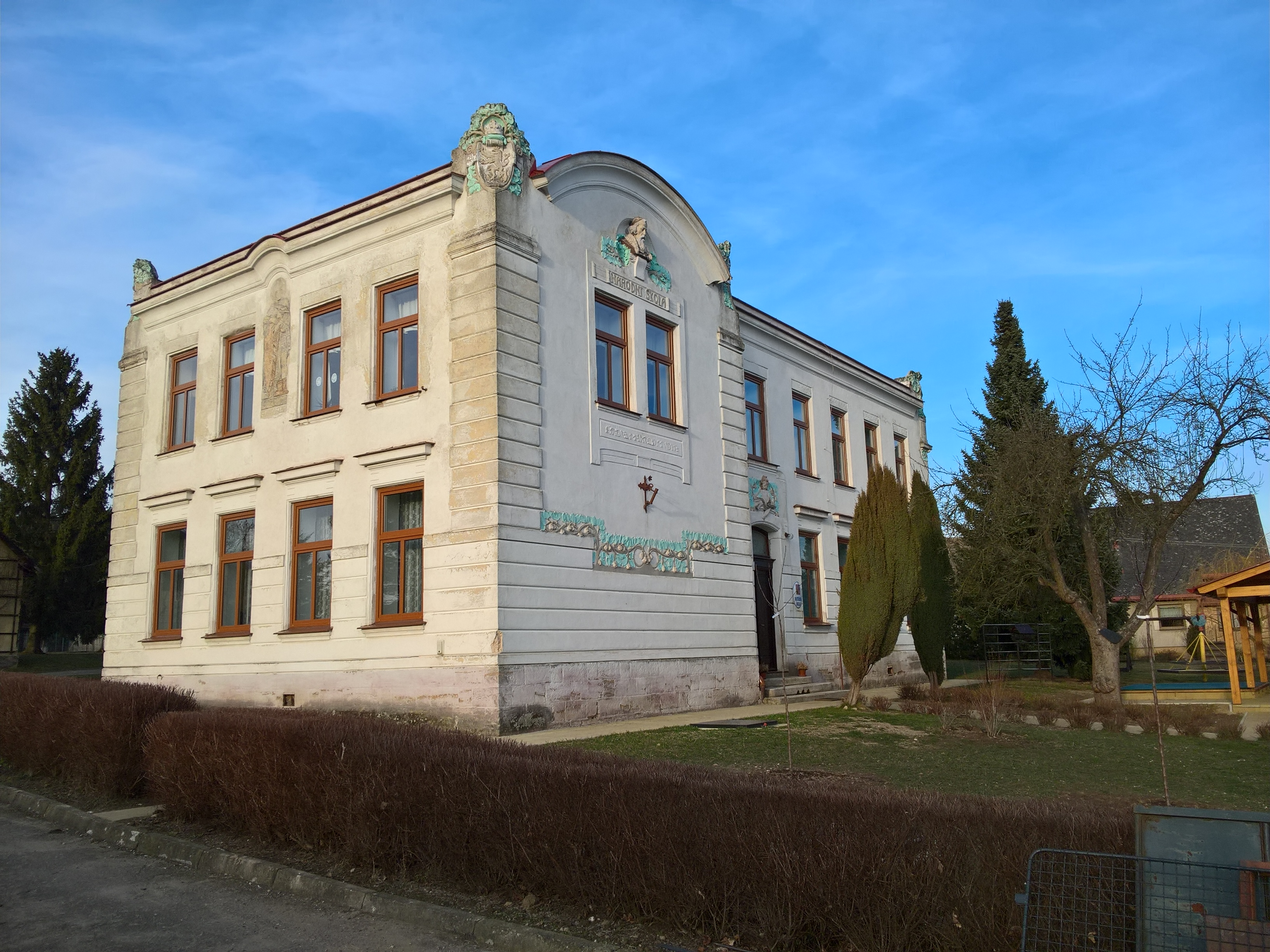
ساختمان لیبرتی در جمهوری چک

اولشنیتسه (به چکی: Olešnice) یک منطقهٔ مسکونی در جمهوری چک است که در ناحیه سمیلی واقع شده‌است.